# Vodní elektrárna Bressanone
Vodní elektrárna Bressanone je vodní dílo na řece Isarco ve městě Brixen v italských Východních Alpách. Je součástí kaskády tvořené vodními díly Ponte Gardena, Cardano a Bressanone.

## Hydrologické podmínky
Řeka Isarco je druhá největší řeka v Jižním Tyrolsku. Pramení nedaleko Brennerského průsmyku v nadmořské výšce kolem 2 000 m. Hlavním zdrojem vodnosti je její levostranný přítok Rienza, který je v místě soutoku v Brixenu mnohem větší v průtoku i v ploše povodí. Využít vodu z obou řek v místě soutoku při vyšším spádu bylo umožněno pouze vybudováním přehrad na obou tocích. Jako horské toky se vyznačují zimními minimy, náhlými přívalovými povodněmi a vysokým stavem v jarních měsících. Menší sběrné nádrže tak mohou poskytovat vody pouze pro průtokový režim s denní regulací. 

## Popis
Voda Isarca je vzedmuta klenbovou hrází o výšce 58,8 m v přehradní nádrži Fortezza v těsném sousedství pevnosti Franzenfeste. Vodu z Rienzy navyšuje u sídla Rio di Pusteria gravitační hráz o výšce 25 m v přehradní nádrži Lago di Rio di Pusteria. Z nich jsou podzemními štolami vedeny k sobě a po spojení pokračují 6 km dlouhým potrubím těsně nad přírodní soutok ve městě Brixen. Zde se nachází podzemní hala strojovny o půdorysu 85 x 15 m a výšce 18 m. Pět Francisových turbín poskytuje při spádu 164 metrů celkový výkon 90 MW při celkové hltnosti 70 m3/s. Průměrná roční výroba je 515 GWh.